# Stefano Boggia
Stefano Boggia (* 25. September 1980 in Gattinara) ist ein ehemaliger italienischer Cyclocross- und Straßenradrennfahrer.
Stefano Boggia gewann 2001 den zweiten Teil des Giro della Valsesia. Zwei Jahre später war er dort beim ersten Teil erfolgreich und er gewann das Eintagesrennen Gara Ciclistica Milionaria. 2004 fuhr er für das italienische Team ICET, wo er die U23-Austragung der Trofeo Matteotti für sich entscheiden konnte. 2005 bis 2007 fuhr Boggia für das Professional Continental Team Ceramica Flaminia.

## Erfolge
2001
- Giro della Valsesia 2

2003
- Giro della Valsesia 1
- Gara Ciclistica Milionaria

## Teams
- 2004 Team ICET
- 2005 Ceramica Flaminia
- 2006 Ceramica Flaminia
- 2007 Ceramica Flaminia